# Felicidad (nombre)
Felicidad es un nombre propio femenino de origen latino en su variante en español. Proviene del latín Felicitas, «felicidad».

## Santoral
7 de marzo: Santa Felicidad, mártir en Cartago (siglo III).
| Variantes en otras lenguas | Variantes en otras lenguas |
| -------------------------- | -------------------------- |
| Español                    | Felicidad, Felícitas       |
| Alemán                     | Felicitas                  |
| Catalán                    | Felicitat                  |
| Eslovaco                   | Felícia                    |
| Esperanto                  | Feliĉita                   |
| Euskera                    | Pelikite                   |
| Francés                    | Félicité                   |
| Holandés                   | Felicitas                  |
| Húngaro                    | Felicitász                 |
| Inglés                     | Felicity                   |
| Italiano                   | Felicita                   |
| Latín                      | Felicitas                  |
| Polaco                     | Felicyta                   |
| Portugués                  | Felicidade                 |
| Rumano                     | Felicitas                  |
| Ruso                       | Фелицитата (Felicitata)    |
| Serbio                     | Фелицита (Felicita)        |
| Sueco                      | Felicitas                  |